# Torre Commerzbank
La Torre Commerzbank (Commerzbank Tower) es un rascacielos ubicado en la ciudad de Fráncfort, Alemania. Fue diseñada por Foster and Partners, y construida entre 1994 y 1996 por la constructora Hochtief. Fue el edificio más alto de Europa, superando a la cercana Messeturm. En 2003, el Triumph-Palace de Moscú le arrebató el título. Es el segundo edificio más alto de la Unión Europea, superado por la Varso Tower.

## Características
Con una altura de 259 metros y 56 plantas, el edificio cuenta con 121 000 metros cuadrados de superficie que alberga las oficinas de Commerzbank. La torre incluye un total de 9 jardines a diferentes alturas, y un ingenioso sistema de luz natural en todas las oficinas, introduciéndose por el atrio central del edificio. Fue diseñado por Norman Foster y sus socios. La construcción del edificio fue iniciada en 1994 y se necesitaron solamente tres años para su finalización. En su construcción se emplearon más de 18 000 toneladas de acero, y en los momentos de mayor actividad llegaron a trabajar más de 800 personas simultáneamente.

## En la cultura popular
El edificio aparece en SimCity4.
En el 2007, Wrebbit lanzó un rompecabezas 3D, que incluye esta torre y la Torre Messeturm.